# Buchema tainoa
Buchema tainoa é uma espécie de gastrópode do gênero Carinodrillia, pertencente a família Horaiclavidae.